# Ljublino (stanice metra v Moskvě)
Ljublino (rusky Люблино) je stanice moskevského metra.

## Charakter stanice
Stanice se nachází na Ljublinské lince, je to podzemní jednolodní stanice mělce (8 m pod povrchem) založená s ostrovním nástupištěm. Otevřena byla 25. prosince 1996 jako součást prvního prodloužení nové linky, součást úseku Volžskaja – Marino. Pojmenována je podle stejnojmenné čtvrti, která byla připojena k Moskvě roku 1961; ve stanici se nachází jako součást dekorace i její znak. Má dva výstupy vedoucí po pevných schodištích do podpovrchových vestibulů. Z těch vedou přímo na úroveň ulice zastřešené výstupy. Stěny za nástupištěm plynule přecházejí ve strop, v jehož nejvyšší části je umístěna řada světel. Na obklad stanice bylo použito také několik druhů mramoru a žuly.